# A-4050
La A-4050 (popularmente conocida como la Carretera de la Cabra) es una carretera autonómica española perteneciente a la Red Complementaria del Catálogo de Carreteras de la Junta de Andalucía que comunica el puerto del Suspiro del Moro, en Villa de Otura, con la localidad de Almuñécar. Tiene una longitud de 59,13 kilómetros, y discurre por los municipios granadinos de Villa de Otura, Padul, Albuñuelas, Otívar, Lentegí, Jete y Almuñécar.

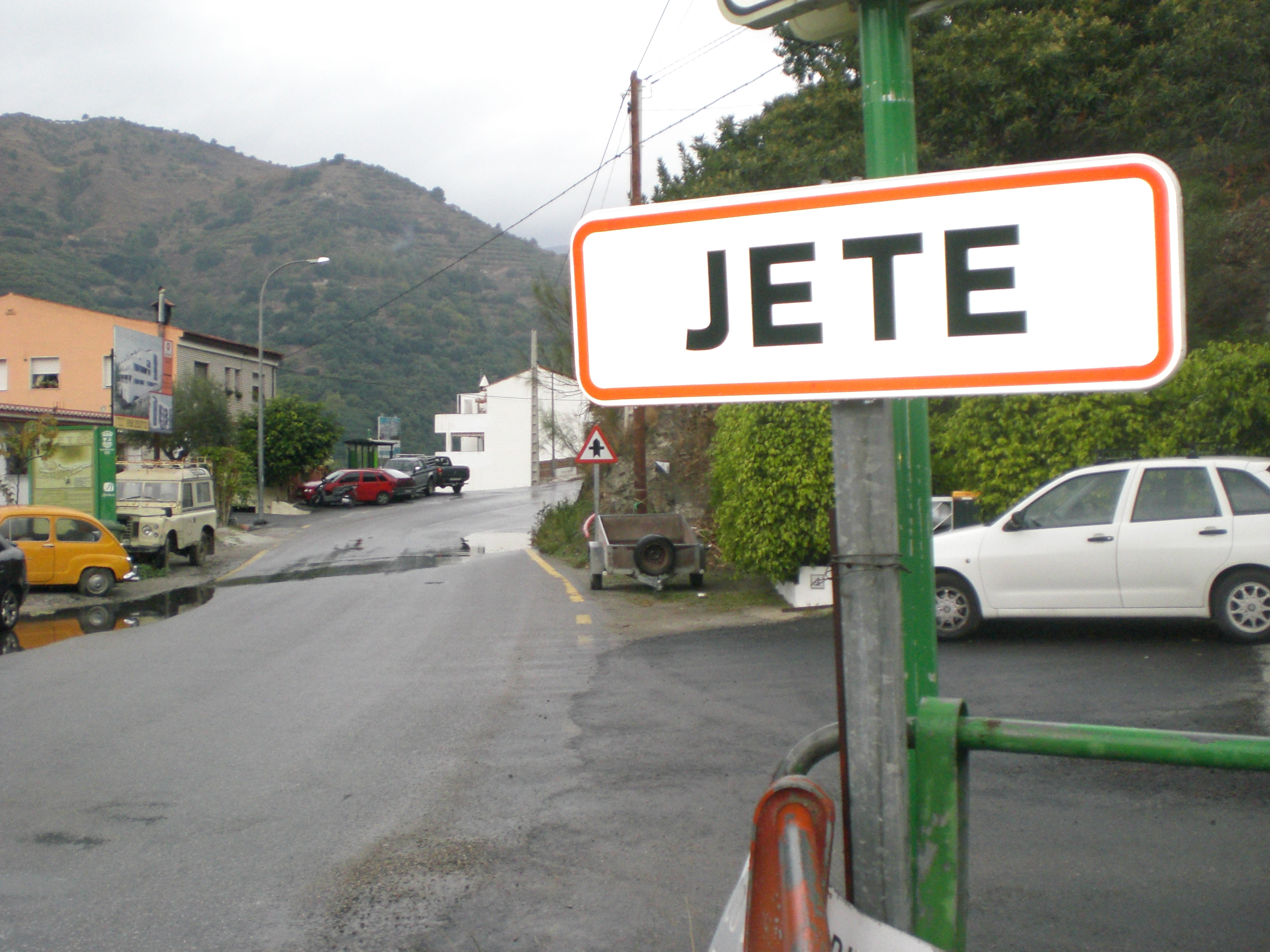
La A-4050 en la entrada sur de Jete.

En la actualidad es una famosa vía de comunicación que utilizan los ciclistas para ir desde el Área Metropolitana de Granada a la costa. Comienza en un enlace con la antigua N-323 en el Puerto del Suspiro del Moro, continúa en dirección a Almuñécar cruzando antes un enlace con Padul y la autovía A-44, donde pasa a ser una carretera de dos carriles con arcén hasta llegar a la Venta del Fraile, donde vuelve a perder el arcén, y entrar así al parque natural de las Sierras de Tejeda, Almijara y Alhama en el oeste del término municipal de las Albuñuelas.
Tras cruzarse con la carretera al embalse de los Bermejales y Jayena, pasa el Puerto de la Cabra, entrando en el término de Otívar, descendiendo hasta él atravesando la Sierra de Cázulas y pasando por debajo de Lentegí (hay una carretera que sube a ese pueblo), para a continuación entrar a Jete después de cruzarse con un enlace a Ítrabo.
Finalmente, entra en Almuñécar mediante la pedanía de Torrecuevas, descendiendo hasta cruzarse con la N-340.

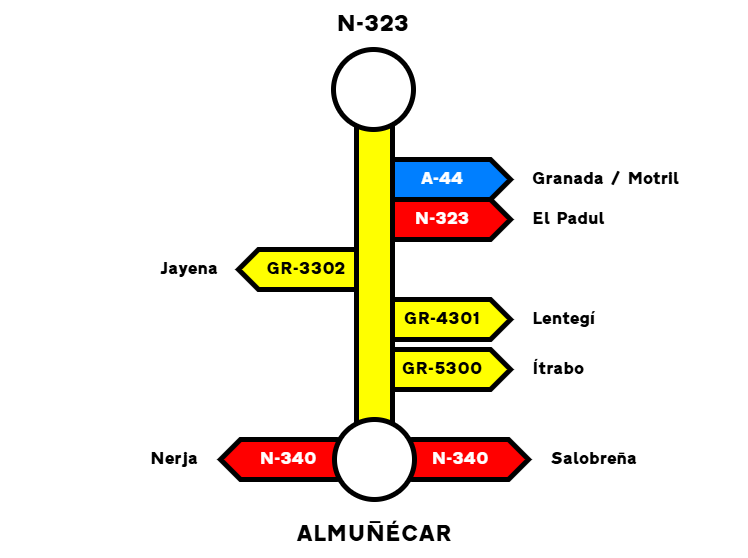
Itinerario de la A-4050.

## Historia
Junto al puerto del Suspiro del Moro, donde la leyenda afirma que el Rey Boabdil escuchó de su madre decir "llora como mujer lo que no has sabido defender como un hombre", parte la llamada carretera de la Cabra, que sirvió durante años como conexión entre Granada capital y la costa. De aquellos tortuosos viajes todavía quedan testimonios, como alguna venta que ha sobrevivido al tiempo y se mantiene abierta. Se usaba ya antes de 1940 para la poca gente que podía costearse unas vacaciones en Almuñécar desde la ciudad de Granada y sus paredes de piedra así como los túneles fueron antaño dinamitados por los valientes camineros de hace años atrás.